# オープン仮想化フォーマット
オープン仮想化フォーマット（Open Virtualization Format、略してOVF）は、仮想機械のイメージフォーマット形式である。
この規格によって、さまざまな種類の仮想機械のディスクイメージなどを相互にやり取りすることが出来る。

## 沿革
本規格は、DMTFの管理イニシアチブによって作られた。参画した会社は、ノベル、デル、 ヒューレット・パッカード、IBM、マイクロソフト、Enomaly、VMware、XenSource （シトリックス・システムズ）である。

## データ構成
OVFファイルはXMLで記述されており、仮想機械に関するさまざまな属性情報が記載されている。
一般には、このOVFファイルと、各種イメージ (Xen, KVM, VMware) などをtar形式で1つのファイルにまとめたOpen Virtualization Format Archive（略してOVA）ファイル形式で提供される。

## 実装
一例として、次の仮想機械で利用可能である。
- VMware Workstation
- Oracle VM VirtualBox